# Хорнзор (Вурнарский район)
Хорнзо́р (чув. Хурӑнсар Ҫармӑс) — деревня в Вурнарском районе Чувашской Республики. Входит в состав Янгорчинского сельского поселения.

## География
Находится в центральной части Чувашии, на расстоянии приблизительно 7 км на северо-восток по прямой от районного центра посёлка Вурнары.

## История
Известна с 1858 года, когда в ней было 556 жителей. В 1897 году было учтено 884 жителя, в 1926 — 202 двора, 932 жителей, в 1939 — 948 жителей, в 1979 — 909. В 2002 году было 265 дворов, в 2010—209 домохозяйств. В 1930 году был образован колхоз «Чапаев», в 2010 действовал СХПК «Хорнзор».

## Население
Постоянное население составляло 761 человек (чуваши 98 %) в 2002 году, 621 — в 2010.